# Maurizio Corrado
Maurizio Corrado (Lanusei, 19 ottobre 1958) è un saggista, architetto e drammaturgo italiano. Ha insegnato alla Nuova Accademia di belle arti di Milano, alla Scuola di Architettura e Design dell’Università di Camerino, all’Accademia di Belle Arti di Bologna, all'Accademia di Belle Arti di Verona e all'Accademia di Belle Arti di Foggia, è consulente in sostenibilità ed ecologia dagli anni Novanta.

## Giornalismo e Televisione
1982, “Nuovo Laboratorio”. Dal 1985 al 1987, rubrica mensile su Per Lui del gruppo Gruppo Condè-Nast Vogue. 1988, vicedirettore di Casa Vogue España a Madrid. Ha scritto per Domus, Repubblica, Modo, Gran Bazaar, Gap Casa, Lei, Per Lui, Design Diffusion News, Cube, Espande, Dossier Ambiente & Salute, Re Nudo, Cipria, Gulliver, Art Lab, Flair Living, Casabenessere, Velvet, e altri in Italia. In Spagna per Vogue, Casa Vogue, Que Madrid, El Europeo, Ardi. In Francia per Jardin Des Modes. In Giappone per Axis. Dal 2008 al 2014 dirige la rivista italiano/inglese Nemeton High Green Tech Magazine. Dal 2012 al 2020 tiene un blog di architettura e design sostenibile per Repubblica. Dal 2019 si occupa di sostenibilità e ambiente per Doppiozero, dal 2020 dirige la sezione Il passo dello sherpa per Machina di DeriveApprodi.
Dal 1987 al 1988 è redattore nella trasmissione d'arredamento e design Qui Casa, settimanale di Canale 5. Dal 2006 al 2007 responsabile della trasmissione Italian Design, Venice Channel di SKY, realizza una serie di ritratti / intervista su alcuni dei maggiori designer italiani contemporanei, tra cui Alessandro Mendini, Enzo Mari, Massimo Morozzi, Riccardo Dalisi, Tarshito, Massimo Iosa Ghini, Stefano Giovannoni.

## Design
Inizia l'attività nel design contemporaneo nel 1982, partecipando alla mostra Cameradesign organizzata da Bepi Maggiori a Milano. Dopo varie mostre in Germania a Mullendorf, Hamburg e in Italia, nel 1986 fonda con altri il Bolidismo, di cui, insieme a Maurizio Castelvetro, è stato principale teorico. All'attività critica svolta su riviste e libri, affianca quella di consulenza per studi di design, tra i quali lo Studio Iosaghini, con cui lavora, tra gli altri, per Ferrari, Fiorucci, Roche Bobois, Infostrada, Snaidero, Moroso. Dal 1984 lavora nell'exhibit design.

## Didattica
Nel 2004 fonda la Scuola Superiore di Verde Pensile e nel 2008 la struttura didattica Maja Natura & Architettura, dove organizza seminari di verde pensile e verde verticale, costruzioni in bambù, paglia, terra cruda. Ha insegnato Storia del Design ed Ergonomia e Antropometria all'Accademia di Belle Arti di Bologna, Ecodesign all'Accademia di Belle Arti di Verona, ha insegnato Basic Design alla Scuola di Architettura e Design dell’Università di Camerino e Cultura del progetto alla NABA - Nuova Accademia di Belle Arti di Milano, Storia del design e Storia della Moda all'Accademia di Belle Arti di Foggia.

## Eventi e mostre
Inizia la curatela di mostre nel 1986, organizzando la sezione “Architettura e design” per la biennale “Contemporanea” a Bologna. Dal 2000 al 2005 organizza cinque edizioni di “Ukulele Festival, la settimana del piacere” Ecologia, Teatro, Musica, Gastronomia, un evento itinerante sul riuso che porta a Bologna, Rimini, Bolzano, Barcellona. Nel 2001, insieme a Mario Martelli, realizza a Bologna una delle prime mostre di architettura ecologica in Italia: Il progetto Naturale. Nel 2009 organizza a Milano la prima edizione di High Green Tech Symposyum, appuntamento annuale per cinque edizioni che riunisce le più innovative esperienze internazionali dell'architettura e del paesaggio. Nel 2010 lancia il Premio internazionale Natural Born Object Design Award, per gli oggetti di design che contengono piante, che diventa una mostra itinerante a Milano, Bologna, Bari. Nel 2011 riunisce per la prima volta le architetture internazionali che usano il verde come materiale da costruzione nella mostra-libro Vegetecture. Nel 2012 idea la prima edizione di Primavera Mediterranea, tre giorni dedicati al verde, a Bari. L'anno successivo riprende la formula in Sicilia, sviluppando Primavera Siciliana contemporaneamente a Palermo, Catania, Caltagirone. Nel 2014 e 2015 a Milano organizza Green Utopia, duemila metri quadri di mostra di architettura vegetale, bambù, paglia, salice, arundo donax, terra cruda. Nel 2023 cura a Melbourne (Australia) “Tools for After”, il primo Festival della Creatività Italiana vincitore di un bando del Ministero degli Affari esteri e della Cooperazione Internazionale, insieme all’Istituto Italiano di Cultura di Melbourne. Il Festival comprende design, architettura, scienza, cinema, letteratura.

## Opere

### Saggistica
- La casa ecologica, De Vecchi Editore, Milano (tradotto in Spagna e Francia), 1997 ISBN 88-412-1164-4
- Progetti di ville e case unifamiliari, De Vecchi Editore, Milano, 1997 ISBN 88-412-1182-2
- Architettura di interni, De Vecchi Editore, Milano, 1999 ISBN 88-412-7210-4
- Monolocali, De Vecchi Editore, Milano (tradotto in Spagna e Francia), 1999 ISBN 88-412-7206-6
- Porte, De Vecchi Editore, Milano, 1999 ISBN 88-412-7203-1
- Finestre, De Vecchi Editore, Milano (tradotto in Spagna e Francia), 1999 ISBN 88-412-7204-X
- Architettura bioecologica,(con Iidea Mediterranea) De Vecchi Editore, Milano, 1999 ISBN 88-412-7209-0
- Massimo Gosa Ghini. 15 anni di progetti, Electa, Milano, 2000 ISBN 978-88-435-9616-4
- Il progetto naturale, Edicom Edizioni, Gorizia, 2001 ISBN 88-86729-29-4
- Dizionario dell'abitare naturale, Xenia Edizioni, Milano, 2001 ISBN 88-7273-424-X
- Casa bimba sicura, Atti del convegno, Comune di Bologna, 2001
- L'architettura naturale, Xenia Edizioni, Milano, 2003 ISBN 88-7273-482-7
- Architettura bioecologica, De Vecchi, Milano, 2004 ISBN 88-412-8513-3
- Sky garden. Il giardino sul tetto, Macroedizioni, Cesena, 2006 ISBN 88-7507-720-7
- Oro, legno e terra. Le nuove frontiere dei materiali naturali. Macroedizioni, Cesena, 2006 ISBN 88-7507-722-3
- Sostenibile ma bello, Compositori, Bologna, 2009 ISBN 978-88-7794-662-1
- Il verde verticale, Sistemi Editoriali Esselibri Simone, Napoli, 2010 ISBN 978-88-513-0623-6
- La pianta e l'architetto, Sistemi Editoriali Esselibri Simone, Napoli, 2010 ISBN 978-88-513-0645-8
- Vegetecture, Sistemi Editoriali Esselibri Simone, Napoli, 2011 ISBN 978-88-513-0698-4
- Atlante delle nature urbane, con Anna Lambertini, Compositori, Bologna, 2011 ISBN 978-88-7794-705-5
- Tarshito, divine allure, Sistemi Editoriali Esselibri Simone, Napoli, 2012 ISBN 978-88-513-0706-6
- Manuale del verde in architettura, Wolters Kluwer, Milano, 2012 ISBN 978-88-6750-045-1
- Il sentiero dell'architettura porta nella foresta, Franco Angeli, Milano, 2012 ISBN 978-88-204-1165-7
- Natural design, Wolters Kluwer, Milano, 2013 ISBN 978-88-6750-045-1
- Tarshito, seeking creativity and trascendence between east and west, Roli Book, New Delhi, India, 2014 ISBN 978-81-7436-999-4
- Makers, (con Cesare Castelli, Maria Cristina Hamel), Mima Edizioni, Milano 2014
- Paleolithic Turn, (con Matteo Meschiari, Francesco Gori), Pleistocity Press, 2015 ISBN 978-1-5169-8998-0
- Massimo Mariani, works 2005-2015, Altralinea Edizioni, Firenze 2015 ISBN 978-88-98743-58-2
- Architettura vegetale, Area 51, Bologna 2017, Audiolibro, ASIN B01MR2X360
- Antoni Gaudì, Area 51, Bologna 2017, Audiolibro, ASIN B01N4KWBVU
- Simboli e immaginario della casa, Area 51, Bologna 2017, Audiolibro, ASIN B01N9OJ83H
- Dalla selce all'industrial design, Area 51, Bologna 2017, Audiolibro, ASIN B01N4KX3RW
- L’invenzione della casa, storia di una trappola, Primiceri Editore, Padova 2018, ISBN 978-88-3300-083-1
- Design. Una storia sbagliata, Armillaria Editore, Roma 2019, ISBN 9788899554286
- Paleodesign. Sopravvivenza delle cose, con Matteo Meschiari, Milieu Editore, Milano 2019, ISBN 9788831977227
- Architetture del dopo, Costruire con le piante, salice, canna, bambù, paglia, terra. DeriveApprodi, Roma 2020, ISBN 978-88-6548-326-8

### Narrativa
- Le ipotesi del dott. Brando, Bohumil Edizioni, Bologna, 2006 ISBN 88-95074-01-7
- Green tales, Quarto Paesaggio, Milano, 2011 ISBN 978-88-97652-00-7
- Amori possibili, Intrecci Edizioni, Roma 2016, ISBN 978-88-99550-12-7
- Appuntamento con l'Arcangelo, Formebrevi Edizioni, Caltanissetta, 2017, ISBN 978-88-941619-5-3
- Viaggio al Polo, Ianieri Editore, Pescara 2018, ISBN 978-88-94890-33-4
- Alboreda. I libri della voragine, Bohumil Edizioni, Bologna 2023 ISBN 9788895074726
- Dopo il tempo, Visioni del fantastico italiano, (a cura di), Effequ Edizioni, Roma 2023 ISBN 9791280263957

### Teatro
1994, diploma alla Scuola di Teatro del Teatro Dehon di Bologna diretta da Nino Campisi, da allora affianca l'attività di autore a quella di attore e regista. Sviluppa il concetto di Teatro Ecologico, con la convinzione che il maggior nemico dell'ecologia sia l'immagine di rinuncia e sacrificio.
- 1993, Avventura di un nazionale di nuoto, operetta teologica, regia di Nino Campisi
- 1995, Il parcheggio, coautore Dario Zanotti, regia di Nino Campisi
- 2001, Madrugada
- 2002, Il reticolo di Hartmann, regia di Nino Campisi
- 2007, Qualcosa di più vicino
- 2008, Don Juan, il ritorno della Dea
- 2008, Teatro ecologico, Bohumil Edizioni, Bologna ISBN 978-88-95074-15-3
- 2008, Incantesimo in stazione
- 2015, Marisma, opera flamenca
- 2017, La natura del peccato
- 2018, Polvere d'amore
- 2018, Tre atti unici, Modo Infoshop, Bologna
- 2018, Confessioni di un homo sapiens
- 2019, Tenera Estinzione

### Comics
- 1983/84 – Il Capitano Eduardo Alberto Sillavengo, disegni di Massimo Iosa Ghini, ALTER ALTER, Milano
- 1985 - Il Capitano Eduardo Alberto Sillavengo, disegni di Massimo Iosa Ghini, HEAVY METAL, New York